# Felicola subrostratus
Felicola subrostratus – gatunek wszoła z rodziny Trichodectidae, dawniej zaliczany do Mallophaga (wszoły). Jest pasożytem kota.
Samiec długości 1,0–1,2 mm, samica 1,2–1,4 mm. Spłaszczony grzbietowo-brzusznie. Bytują na całym ciele we włosach. Gatunek kosmopolityczny.